# Hoffmann Richárd (színművész)
Hoffmann Richárd magyar színész, énekművész.

## Pályája
Első diplomáját a Színház és Film Intézetben Színművész szakon szerezte.
Énekelni a Színház- és Filmművészeti Intézet konzervatóriumi részlegén tanult Klasszikus Ének szakon.
A Szent Gergely Népfőiskolán Drámapedagógiai pedagógus majd Beszéd- és kommunikációfejlesztő pedagógus oklevelet szerzett.
Egyéb végzettségei: Közművelődési Szakember, Kulturális rendezvényszervező, Marketing és kommunikációs menedzser, Intézményi oktató - Duális képzési szakember.
Valamint elvégezte a Színház- és Filmművészeti Egyetem Színikritikus felnőttképzését. 
Tanulmányait követően színházakban kezdett dolgozni opera-, operett-, próza- és musicalszerepekben.
Többek között fellépett a Magyar Állami Operaházban, az Erkel Színházban, a Nemzeti Színházban, a Liszt Ferenc Zeneakadémián,
a Csokonai Nemzeti Színházban, a Szegedi Nemzeti Színházban, és a Művészetek Palotájában is.
Az elmúlt években nagy szerepet játszik életében a médiában való szereplés, több alkalommal énekelt a közmédia- és kereskedelmi média műsoraiban is.
(DunaTv: Szerencse Szombat, Jó ebédhez szól a nóta, M5: Opera Café, Kulturális híradó, Opera közvetítések)

## Színházi szerepek
Magyar Állami Operaház 2013.11.22.–jelenleg
- Kodály Zoltán: Háry János:[4] Krucifix generális  (Rendező: Vidnyánszky Attila[5])
- Giacomo Puccini: Turandot:[6] Perzsia hercege (Rendező: Kovalik Balázs[7])
- Benjamin Britten: Lukrécia meggyalázása: Tarquinius etruszk herceg /színész/   (Rendező: Csányi János[8])
- W. A. Mozart: A varázsfuvola:[9] Szóló Rabszolga   (Rendező: Szinetár Miklós[10])

Nemzeti Színház 2014.02.01.–2016.01.29.
- Arany János: A walesi bárdok: Mesélő  (Rendező: Bendzsák István)
- Madách Imre: Az ember tragédiája: Lucifer  (Rendező: Bendzsák István)
- Az irgalmas szamaritánus: Címszerep  (Rendező: Bendzsák István, Rubold Ödön)

Csokonai Nemzeti Színház 2019.11.09.–jelenleg 
- Kálmán Imre:[13] Csárdáskirálynő:[14] Edwin[15] (Rendező: Gemza Péter,[16] Peller Károly[17])

Nemzeti Lovas Színház 2019.08.03. - jelenleg
- Szűts István, Koltay Gergely: Honfoglalás: Táltos
- Andrew Lloyd Webber: Jézus Krisztus Szupersztár: Simon, Péter
- Szörényi Levente, Bródy János: István a király: Bese  (Rendező: Pintér Tibor[18])

Pesti Művész Színház 2014.06.25.–jelenleg
- Kálmán Imre: Cirkuszhercegnő (operett): Mister X (Rendező: Pankotay Péter)
- Georges Feydeau: Bolha a Fülbe: Étienne  (Rendező: Pozsgai Zsolt)
- Georges Feydeau: A balek (Rendező: Pozsgai Zsolt)
- Harsányi Gábor - Gyarmati István - Siliga Miklós: Mártíok musical: Vagány  (Rendező: Harsányi Gábor)

Kalocsai Színház 2018.08.17.-jelenleg
- Vajda Katalin - Fábri Péter: Anconai Szerelmesek: Lucrezio (Rendező: Balogh Bodor Attila)

Vörösmarty Színház 2012.09.01.–2014.06.30.
- Georges Feydeau: Zsákbamacska: Landernau, Łanoix (Rendező: Búza Tímea)

Pesti Fiatalok Színháza 2010.02.01.–2013.12.01.
- Kacsóh Pongrác János vitéz: Bagó  (Rendező: Gonzálen Ákos)
- Kálmán Imre: Marica grófnő: Tasziló gróf  (Rendező: Gonzálen Ákos)
- Szirmai Albert: Mágnás Miska: Mágnás Miska (Rendező: Gonzálen Ákos)

## Fontosabb vers- és prózamondóversenyek
2006
- Fővárosi vers- és prózamondóverseny: Közönségdíj
- Farsangi fesztivál: Fesztivál díj

2007
- Fővárosi vers- és prózamondóverseny: 1. helyezés

2008
- Országos Lázár Ervin prózamondóverseny 2. helyezés
- Regösök húrján Regionális vers- és prózamondóverseny: 2. helyezés
- Fővárosi vers- és prózamondóverseny: 1. helyezés

2009
- Regionális vers- és prózaíróverseny: 3. helyezés
- Regösök húrján Regionális vers- és prózamondó verseny: 1. helyezés

## Fontosabb énekversenyek, fesztiválok
2009
- VI. EuroPop Nemzetközi Énekes Fesztivál (Magyarország, Dömsöd): 1. helyezés
- Nemzetközi Énekes Fesztivál (Bulgária, Tutrakan): 3. helyezés

2010
- Kisvárdai kifutó: 2. helyezés
- Veszprémi Tavaszi Játékok Összművészeti Fesztivál: 2. helyezés
- Országos Musical Bajnokság (Székesfehérvár) 1. helyezés
- Europop Énekes Európa-bajnokság (Dabasi sportcsarnok): 1. helyezés
- Moldáviai Énekes Világbajnokság (19 ország részvételével): Zsűrielnök különdíja